# Acanthiza katherina
Acantiza-das-montanhas ou acantiza-montana (Acanthiza katherina) é uma espécie de ave da família Pardalotidae.
É endémica da Austrália.
Os seus habitats naturais são: regiões subtropicais ou tropicais húmidas de alta altitude.